# Partirono preti, tornarono... curati
Partirono preti, tornarono... curati è un film italiano del 1973 diretto da Bianco Manini.

## Trama
Due americani si travestono da preti per attraversare il Messico rivoluzionato nel 1911.